# Centro Universitário de Cascavel

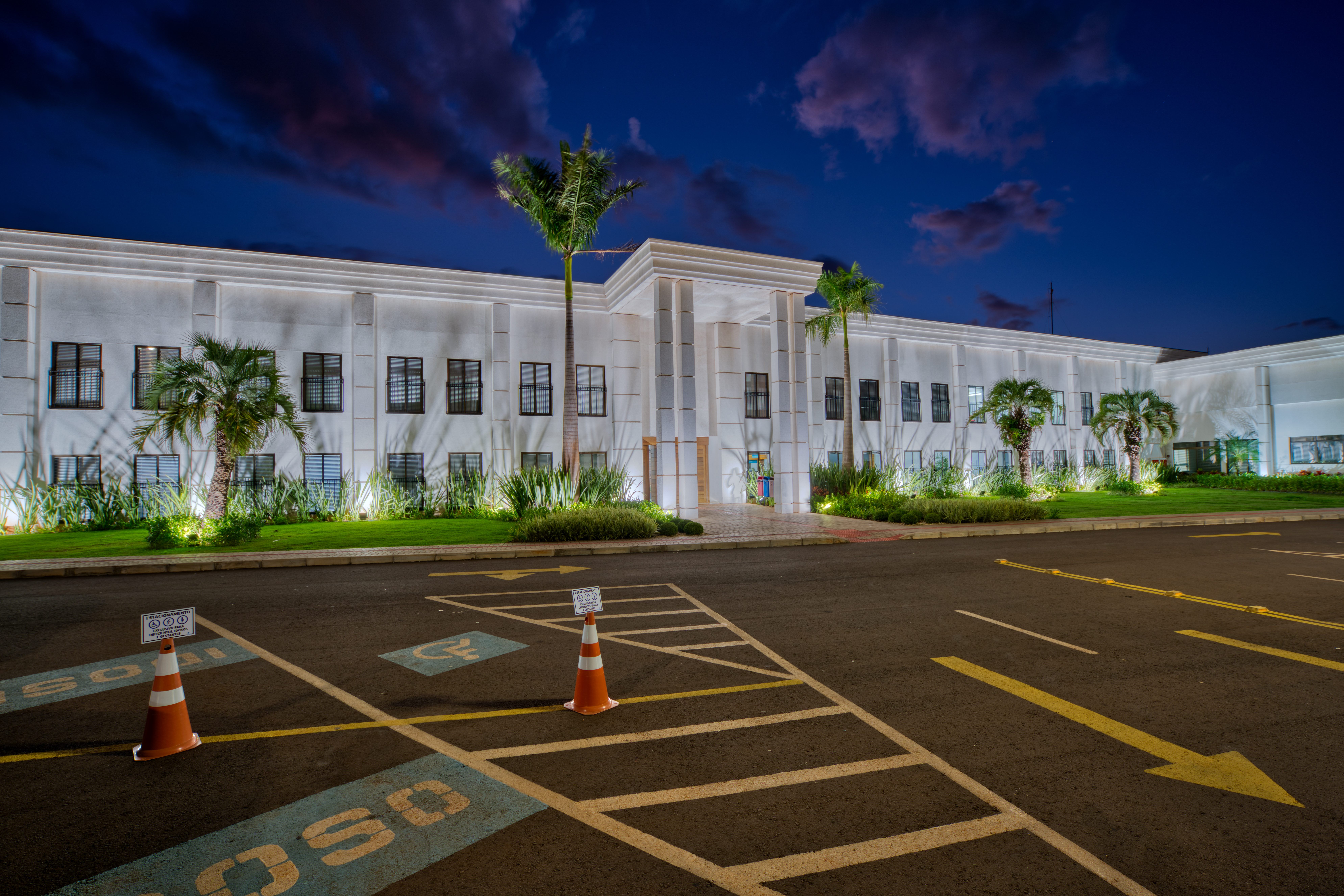
Imagem da fachada da sede do Centro Universitário de Cascavel.

O Centro Universitário de Cascavel (Univel) é uma instituição de ensino superior privada brasileira, com sede no município paranaense de Cascavel.

## Histórico
Criada em 1995, a Univel iniciou suas atividades acadêmicas em 1996, com a denominação Faculdade de Ciências Sociais Aplicadas de Cascavel, e nome fantasia União Educacional de Cascavel, quando oferecia quatro cursos de graduação: Direito, Administração, Processamento de Dados e Economia. As aulas eram ministradas nas dependências do Colégio Nossa Senhora Auxiliadora.
Em 1997, mudou-se para sede própria, no endereço atual. 
Em 2016, a OAB certificou o curso de Direito da Univel com o Selo de Qualidade. No Brasil, apenas 138 cursos receberam a distinção.
Em 2017, por meio da portaria 1.108 do MEC, passa a ser reconhecida como Centro Universitário, alterando seu nome. A Univel oferece 26 cursos presenciais e 8 à distância.